# Jerbolat Dossajew

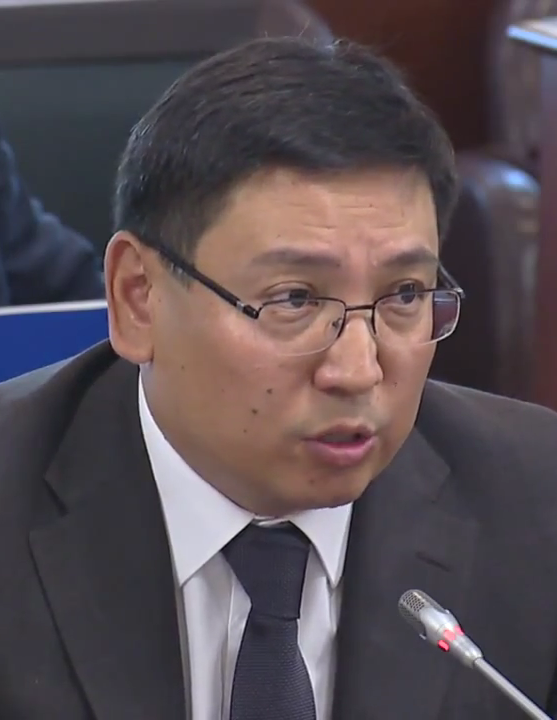
Jerbolat Dossajew, 2013

Jerbolat Asqarbekuly Dossajew (kasachisch Ерболат Асқарбекұлы Досаев, russisch Ерболат Аскарбекович Досаев Jerbolat Askarbekowitsch Dossajew; * 21. Mai 1970 in Alma-Ata, Kasachische SSR) ist ein kasachischer Politiker und derzeitiger Bürgermeister der Stadt Almaty.

## Leben
Jerbolat Dossajew wurde 1970 in Alma-Ata geboren. Er absolvierte 1993 das Energieinstitut in Alma-Ata und anschließend die Staatliche Technische Universität Moskau. Danach arbeitete er in verschiedenen Unternehmen und war unter anderem von Februar bis August 1997 stellvertretender Vorstandsvorsitzender der Bank TuranAlem und anschließend bis März des folgenden Jahres Vorstandsvorsitzender der ATFBank.
Von März 1998 an war er Berater des kasachischen Premierministers Nurlan Balghymbajew. Im Juli 1998 bekleidete er mit dem Posten des stellvertretenden Ministers für Energie, Industrie und Handel zum ersten Mal ein politisches Amt. Im Februar 2000 wurde Dossajew zum stellvertretenden Finanzminister Kasachstans ernannt. Im November 2001 wurde er Vorsitzender der Agentur für die Regulierung der natürlichen Monopole. Im Juni 2003 wurde er im Kabinett von Danial Achmetow neuer Finanzminister Kasachstans. Im April 2004 wechselte er ins Gesundheitsministerium und wurde zum neuen Gesundheitsminister ernannt. Am 20. September 2006 wurde er vom kasachischen Präsidenten Nursultan Nasarbajew als Gesundheitsminister entlassen, nachdem in einem Krankenhaus im Süden des Landes mehr als 50 Kinder mit HIV infiziert wurden.
Nach seiner Entlassung hat sich Dossajew mehrere Jahre lang aus der Politik zurückgezogen. Er war von Dezember 2006 an Vorstandsvorsitzender und Mitglied des Aufsichtsrates der Kazinvestbank und von Dezember 2012 bis Mai 2016 Mitglied des Aufsichtsrates des Staatsfonds Samruk-Kazyna. Im September 2012 kehrte er in die kasachische Politik zurück und wurde von Nasarbajew zum Minister für Wirtschaftsentwicklung und Handel ernannt. Am 16. Januar 2013 wurde er Minister für Wirtschaft und Haushaltsplanung und seit dem 6. August 2014 war er Minister für nationale Wirtschaft. Nach Protesten gegen eine geplante Landreform in Kasachstan trat Dossajew am 6. Mai 2016 als Wirtschaftsminister zurück, nachdem Nasarbajew ihm und Landwirtschaftsminister Assylschan Mamytbekow vorgeworfen hatte, die Reform der Öffentlichkeit ungenügend erklärt zu haben.
Seit Mai 2016 war er Vorstandsvorsitzender der nationalen Holding Baiterek. Von August 2017 bis Februar 2019 bekleidete er in der kasachischen Regierung den Posten des stellvertretenden Premierministers. Seit dem 26. Februar 2019 war Dossajew Präsident der Kasachischen Nationalbank. Am 31. Januar 2022 wurde er zum Bürgermeister (Äkim) der Stadt Almaty ernannt.

## Familie
Dossajew ist verheiratet und hat eine Tochter und einen Sohn.